# Tom und Locke
Tom und Locke ist der Titel einer Jugendkrimiserie von Stefan Wolf (Pseudonym von Rolf Kalmuczak), dem Autor der populären TKKG-Reihe. Sie erschien als Buchreihe in den 1980er-Jahren im Pelikan-Verlag und als Hörspielserie bei Europa (heute ein Teil von Sony BMG). Ab 1995 erschienen einige der Geschichten als überarbeitete Neuauflage im Lentz Verlag. Die entsprechende Hörspielreihe von Karussell wurde bereits nach drei Folgen mangels Erfolgs eingestellt.

## Inhalte
Die Hauptakteure der Reihe, Engelbert „Tom“ Conradi und Nina Rehm alias „Locke“, lösen regelmäßig Kriminalfälle. Beide sind etwa 16 Jahre alt, und damit etwas älter als die Helden der Schwesterreihe TKKG. Anscheinend sollte die Serie ältere Leser erreichen, was sich sowohl in der Themenwahl als auch in der differenzierteren Charakterzeichnung niederschlägt. Außerdem sind die Familienverhältnisse deutlich weniger konventionell konzipiert: So ist Lockes Vater, ein Journalist, geschieden – seine Ex-Frau lebt in Paris. Toms Mutter ist verwitwet (genau wie die Mutter von Tim/Tarzan bei TKKG) und arbeitet als Tierärztin. Zu den weiteren regelmäßigen Charakteren der Buchreihe zählt Lockes großer Bruder, der mehr oder weniger regelmäßig für sein Abitur lernt, bei der örtlichen Fußballmannschaft als Libero kickt und daneben eine Vielzahl weiblicher Bekanntschaften unterhält.
Die Serie weist eine Vielzahl von Parallelen zur Schwesterserie TKKG auf. So spielen beide Serien in einer nicht näher beschriebenen Millionenstadt. Tom Conradi ist, ähnlich wie Tim bei TKKG, ein Kampfsportexperte, der auch erheblich ältere Gegner regelmäßig besiegt. Lediglich die Sportart unterscheidet sich: Während Tom als Karate-Kämpfer beschrieben wird, ist Tim ein Judoka. Nina Rehm alias Locke ist wie Gaby für alles zuständig, was Charme oder Überredungskünste erfordert. Im Gegensatz zu TKKG sind die Hauptfiguren aber weniger eindimensional und dadurch etwas realistischer angelegt: So ist Tom auch größeren Mahlzeiten nicht abgeneigt, ohne freilich ein Vielfraß wie Klößchen zu sein. Bei Locke finden sich – neben dem weiblichen Charme – auch Wesenszüge von Computer-Karl wieder.
Die Gegner sind bei Tom und Locke oft wesentlich schwerere Kaliber, der Ton ist rauer als bei TKKG in den ersten 20 Bänden.
So haben sie es u. a. zu tun mit
- dem Besitzer eines Chemiewerks, der eine zufällig auf seinem Werksgelände gefundene Chemiewaffe aus dem letzten Krieg im Naturschutzgebiet verschwinden lässt,
- kriminellen Hooligans und Mordversuchen,
- politischen Terroristen, die versuchen, das Stadttheater in die Luft zu jagen,
- Menschenschmugglern und ausländerfeindlicher Gewalt (lange, ehe das bei TKKG ein Thema war) oder
- einem Sexualverbrecher, den der Vater der Titelheldin vor 20 Jahren in den Knast gebracht hat und der nun tödliche Rache plant.

Die Serie Tom und Locke wurde nach 19 Bänden eingestellt.
Zusätzlich erschien eine in fünf sogenannten Trampbücher zerlegte Geschichte, in der das Pärchen zur Belohnung für die Rettung einer Hotelerbin in fünf Luxushotels in Österreich, an der Côte d’Azur, in England, den USA und einem Burghotel in Deutschland nächtigen dürfen und an den jeweiligen Urlaubsorten weitere Fälle lösen.
Autor Kalmuczak (Stefan Wolf) hat einige Tom-und-Locke-Geschichten, darunter auch die Weltreise, in seinen in den 1990er-Jahren erschienen TKKG-Büchern wiederverwendet: TKKG  Mit heißer Nadel Jagd auf Kids (1999) (Tom & Locke Tramp - Gold und Dynamit, Das Testament des Millionärs) - TKKG  Der Diamant im Bauch der Kobra (1999) (Tom und Locke Tramp - Opa ist der Held des Tages) - TKKG  Klassenfahrt zur Hexenburg (1999) (Tom und Locke Tramp - Der Koch und der Giftfisch, Heroin und 200PS).

### Hörspielreihe
Die Hörspielreihe, die auch unter den Titeln Hallo, Tom, hier Locke oder auch nur Locke geführt wurde, kam auf zwölf Episoden. Ein ähnlicher Erfolg wie TKKG wurde die Serie nicht – zwei weitere Folgen wurden produziert, jedoch nie veröffentlicht. 
Tom wurde gesprochen von Sascha Draeger, der schon Tim/Tarzan in den TKKG-Hörspielen seine Stimme geliehen hatte. Dr. Helga Conradi, Toms Mutter, wurde gesprochen von Ingeborg Kallweit. Lockes Vater wurde von Horst Naumann gesprochen, Locke selbst von Kerstin Draeger und Mike Rehm, Lockes Bruder, wurde von Stefan Brönneke gesprochen. Ungewöhnlich war die wechselnde Rolle des Erzählers: so wurden die Hauptpersonen zu Erzählern – einen eigenständigen Erzähler hatte die Serie nicht.
Seit 2015 werden innerhalb der Dreamland-Gruselserie inoffizielle neue Folgen veröffentlicht. Locke, die aus urheberrechtlichen Gründen nunmehr unter ihrem Geburtsnamen Nina agiert, und Tom sind inzwischen Jungstudenten und beschäftigen sich mit der Auflösung scheinbar paranormal angehauchter Kriminalfälle. Sascha Draeger und Kerstin Draeger haben für diese Produktionen ihre alten Sprechrollen wieder aufgenommen.

## Liste der Tom-und-Locke-Bücher
Alte Serie „Tom & Locke“ von Stefan Wolf:
1. Hundejäger töten leise (1982)
2. Terror durch den heißen Draht (1982)
3. Giftalarm am Rosenweg (1982)
4. Die Fußball-Oma darf nicht sterben (1983)
5. Flammen um Mitternacht (1983)
6. Überfall nach Ladenschluß (1983)
7. Der Mann mit den 1000 Gesichtern (1984)
8. Aufruhr in der Unterwelt (1984)
9. Die Nacht am schwarzen Grab (1984)
10. Der Feind aus dem Dunkeln (1984)
11. Die Bande des Schreckens (1984)
12. Straßenräuber unter Palmen (1985)
13. Die Unheimlichen (1985)
14. Im Geisterschloß der Menschenhändler (1985)
15. 100 Stunden Todesangst (1986)
16. Geheimbund Totenkopf schlägt zu (1986)
17. Graf Dragos Folterkammer (1986)
18. Rätsel um den Diamantenschatz (1987)
19. Der Hexenkerker in der alten Mühle (1987)

Neue Serie „Tom & Locke – Die 2 aus der Millionenstadt“ von Stefan Wolf:
(Band 1 bis 3 erschienen nur gemeinsam als Sammelband „Ein Superteam betritt die Szene“)
1. Ein Faß voll Gift im Häusermeer (1996, überarbeitete Neuauflage von "Giftalarm am Rosenweg")
2. Gefangen auf dem Hochhausdach (1996, überarbeitete Neuauflage von "Terror durch den heißen Draht")
3. Horror hinter hohen Mauern (1996, überarbeitete Neuauflage von "Hundejäger töten leise")
4. Lösegeld für einen TV-Star (1997, überarbeitete Neuauflage von "Der Hexenkerker in der alten Mühle")
5. Abseitsfalle für die Gangster (1997, überarbeitete Neuauflage von "Die Fußball-Oma darf nicht sterben")
6. Rätsel um den Diamantenschatz (1997, überarbeitete Neuauflage)
7. Der Mann mit den tausend Gesichtern (1997, überarbeitete Neuauflage)
8. Im Schloss der Menschenhändler (1998, überarbeitete Neuauflage von "Im Geisterschloß der Menschenhändler")
9. Sabine verzweifelt gesucht (1998, überarbeitete Neuauflage von "Der Feind aus dem Dunkeln")
10. 18 Stunden Todesangst (1998, überarbeitete Neuauflage von "100 Stunden Todesangst")

## Liste der Tom-und-Locke-Tramp-Bücher
1. Gold und Dynamit
2. Das Testament des Millionärs
3. Opa ist der Held des Tages
4. Der Koch und der Giftfisch
5. Heroin und 200 PS

## Liste der Tom-und-Locke-Kurzgeschichten (veröffentlicht in Stefan Wolfs Krimimagazin)
- Ganoventreff im Intercity
- Heiße Spur zu Fridolin

## Liste der Tom-und-Locke-Hörspiele
Alte Serie von Europa:
1. Hundejäger töten leise
2. Terror durch den heißen Draht
3. Giftalarm am Rosenweg
4. Die Fußball-Oma darf nicht sterben
5. Flammen um Mitternacht
6. Überfall nach Ladenschluß
7. Der Mann mit den tausend Gesichtern
8. Aufruhr in der Unterwelt
9. Die Nacht am schwarzen Grab
10. Der Feind aus dem Dunkeln
11. Die Bande des Schreckens
12. Straßenräuber unter Palmen

Neue Serie von Universal:
1. Ein Fass voll Gift im Häusermeer (1998)
2. Gefangen auf dem Hochhausdach (1998)
3. Horror hinter hohen Mauern (1998)

Dreamland-Gruselserie
22. Im Bann der Teufelskrähe (2015)
36. Galgendorf (2018)